# Farol de Cacilhas
Der Farol de Cacilhas ist ein Leuchtturm in der portugiesischen Kleinstadt Cacilhas (Kreis Almada). Er wurde am Südufer des Tejo beim Fährhafen der Stadt errichtet und war von 1886 bis 1978 in Betrieb.

## Geschichte
Der Leuchtturm wurde am 15. Januar 1886 eingeweiht. Vier Monate später, am 9. Mai 1886, wurde er um ein Tonsignal erweitert. Während des Ersten Weltkriegs war er zwischen 1916 und Dezember 1918 nicht in Betrieb. 1925 wurde eine Gürteloptik IV. Ordnung (500 mm) installiert, 1931 das Tonsignal auf Drucklufttechnik umgestellt. 1957 wurde der Turm elektrifiziert.
Weitgehend ohne Bedeutung für die Schifffahrt auf dem Tejo wurde er am 18. Mai 1978 stillgelegt. Wegen des Baus eines neuen Passagierterminals im Fährhafen von Cacilhas wurde der Leuchtturm Ende 1983 auf die Azoreninsel Terceira transloziert und war dort ab 1986 als Farol da Ponta da Serreta in Betrieb. Im ersten Halbjahr 2004 wurde er durch eine moderne Fiberglaskonstruktion ersetzt. Am 18. Juli 2009 kam der Turm wieder an seinen ursprünglichen Standort in Cacilhas zurück.

## Beschreibung
Der Leuchtturm ist ein 12 Meter hoher Zylinder aus rot bemaltem Gusseisen. Sein Durchmesser beträgt 1,27 Meter. Das Licht wird von einer Fresnel-Linse V. Ordnung verstärkt.